# 487
| 487                |
| ------------------ |
| Dødsfald - Fødsler |
|                    |

| Gregoriansk kalender | 487 CDLXXXVII           |
| Ab urbe condita      | 1240                    |
| Armensk kalender     | I/T                     |
| Kinesiske kalender   | 3183 – 3184 丙寅 – 丁卯 |
| Etiopisk kalender    | 479 – 480               |
| Jødisk kalender      | 4247 – 4248             |
| Hindukalendere       |                         |
| - Vikram Samvat      | 542 – 543               |
| - Shaka Samvat       | 409 – 410               |
| - Kali Yuga          | 3588 – 3589             |
| Iransk kalender      | 135 BP – 134 BP         |
| Islamisk kalender    | 139 BH – 138 BH         |

Se også 487 (tal)